# 漢音
漢音是日本漢字音（音讀）的一類，古代称为。漢音是公元八、九世紀的奈良時代後期至平安時代初期由遣唐使和留學僧從中原習得帶回日本的漢字音。晚期的漢音相對於通常的漢音，往往被稱為「新漢音」。

## 漢音的普及
持統天皇從唐招徠續守言並聘為「音博士」，致力於漢音的推廣普及。桓武天皇也於延曆11年（792年）頒佈了鼓励漢音使用的敕令，規定大學寮的儒學學生必須學習漢音。對於佛教，在僧侶的考試中音博士也會進行以漢音誦讀經典的考查，又规定不學漢音的僧侶不得前往中國。漢音學習者認為吳音是有日本口音的發音而蔑称为“和音”，认为其发音由来不明而以「吳音」蔑稱之，而以漢音為正統發音。儘管如此，在日常語中已经惯用的吳音从未被汉音取代，直到江戶和明治時代漢音也未能在日常使用中普及。
江戶時代開始了以假名表達漢字音讀的「字音假名遣」研究，當時相對於日常使用的吳音，漢音因为比吴音的字音资料更具體系性，而成为字音假名遣的基础。以字典和韻書為依據，絕大多數的漢字的漢音都被确定，因而幾乎沒有無法用漢音讀的字。由此漢音作为日语式的汉字读法成为了可能。在明治時代導入西方科學和思想時汉音成为了新譯語（和製漢語）的读音方式。伴随着和制汉语的使用，明治时代汉音曾经代表时代的进步，以学生为主出现了把原本使用吴音的汉字词语改用汉音的风习（例如东京读如，关西读如（旧假名遣））。

## 特徵

### 聲母
吳音的鼻音聲母在漢音中變為濁塞音或浊塞擦音，吳音的濁塞音和濁塞擦音變為清音。

#### 去鼻音化
漢音反映出唐代長安音出現的去鼻音化（鼻音的後半部的口音化）現象。三十六字母的鼻音中，明母由[m]變為[mb]，微母由ɱ變為ɱv，泥母由[n]變為[nd]，疑母由ŋ變為ŋg，日母由ȵ變為ȵʑ。例如、等。因此，相對於吳音，漢音中鼻音聲母很少出現。但韻尾為[ŋ]的字往往保留鼻音聲母，如；韻尾為[n]的字也有若干保留鼻音聲母，如。而新汉音中，明读如，宁读如。

#### 全濁音清化
漢音反映了當時長安音有開始失去清濁對立的傾向。因此漢音幾乎不反映中古音的清濁區別，吳音的全濁音基本變為清音。如：（吳音：→漢音：），（吳音：→漢音：），（吳音：→漢音：），（吳音：→漢音：），（吳音：・→漢音：），（吳音：→漢音：）等。

#### 匣母
匣母合口字（声母拟音为[ɣ]）在吳音中以行音表示，漢音中以行音表示。如：和（吳音：→漢音：），（吳音：→漢音：），（吳音：→漢音：），（吳音：→漢音：），（吳音：→漢音：）。

### 韻母
詳見吳音條目下「特點及與漢音的區別」部分。
- 吳音的段音（歌戈韻）與段音（麻韻二等）統一於漢音的段音，體現一二等字合流，如：吳音 ，在漢音中皆為。
- 吳音韻變為漢音韻（齊韻）。如： 吳音，漢音。
- 吳音韻變為漢音韻（梗攝三四等字），如： 吳音　漢音。
- 吳音韻變為漢音（真韻B類及欣韻）或（仙韻B類及元韻），如（吳音：→漢音：），（吳音：→漢音：），（吳音：→漢音：），（吳音：→漢音：）。

## 以漢音誦讀的佛經
佛經原則上以吳音誦讀。而作为例外，天台宗的《妙法莲华经》安乐行品第十四、一些净土宗派别的《阿弥陀经》、真言宗的「理趣經」和《孔雀经》以漢音誦讀。如開頭的「如是我聞」不按吳音讀作，而按漢音讀作。
天台宗以汉音诵读经文的传统是其开宗1200年以来的传统。西山净土宗等净土宗西山三派的阿弥陀经用汉音诵读。净土真宗仅限于一部分法要，其中的阿弥陀经作为“汉音小经”以汉音诵读。读经所用的汉音并非现在通用的汉音，而是“新汉音”。